# Parafia św. Andrzeja Apostoła w Chałupkach Dębniańskich
Parafia św. Andrzeja Apostoła w Chałupkach Dębniańskich – parafia rzymskokatolicka, należąca do dekanatu Leżajsk I w archidiecezji przemyskiej. 

## Historia
Chałupki Dębniańskie należały do parafii w Grodzisku Dolnym. W 1929 roku wierni zdecydowali o budowie własnej kaplicy. W 1936 roku zbudowano kaplicę, która w 1936 roku została poświęcona przez ks. Piotra Szpilę, pw. św. Andrzeja Apostoła, a msze święte odprawiali kapłani z Grodziska Dolnego. W 1945 roku Chałupki zostały przydzielone do nowej parafii Dębno,
W 1963 roku w Chałupkach zamieszkał rezydent ks. Kazimierz Węgłowski, który w 1967 roku został wikariuszem.
W 1970 roku została erygowana parafia św. Andrzeja Apostoła, która objęła: Chałupki Dębniańskie i Grodzisko Nowe.
W latach 90. wybudowano nowy kościół, według projektu arch. prof. Adama Lisika, poświęcony 9 kwietnia 2000 roku przez arcybiskupa Józefa Michalika.
Na terenie parafii jest 1 730 wiernych (w tym: Chałupki Dębniańskie – 902, Grodzisko Nowe – 846).
Proboszczowie parafii:
1970–1973. ks. Kazimierz Węglowski.
1973–1983. ks. Józef Stopyra.
1983–1990. ks. Tadeusz Wyskiel.
1990– nadal ks. Jan Szczepaniak.